# Jonathan Jones (athlétisme)
Jonathan Jones, né le 6 février 1999, est un athlète barbadien spécialiste du 400 mètres.

## Biographie
Titulaire d'un record national à 44 s 63 établi en 2019, Jonathan Jones participe en 2021 aux 400 m des Jeux olympiques de Tokyo et y atteint les demi-finales.
Le 15 mai 2022 à Lubbock, il établit un nouveau record de la Barbade du 400 m en 44 s 43.

## Palmarès
| Date | Compétition           | Lieu       | Résultat | Épreuve | Temps   |
| ---- | --------------------- | ---------- | -------- | ------- | ------- |
| 2022 | Championnats du monde | Eugene     | 8e       | 400 m   | 46 s 13 |
| 2022 | Jeux du Commonwealth  | Birmingham | 3e       | 400 m   | 44 s 89 |

## Records
| Épreuve | Temps              | Lieu    | Date         |
| ------- | ------------------ | ------- | ------------ |
| 400 m   | 44 s 43 (NR)       | Lubbock | 15 mai 2022  |
| 800 m   | 1 min 45 s 83 (NR) | Austin  | 24 mars 2022 |